# CDP-L-mio-inozitol mio-inozitolfosfotransferaza
CDP-L-mio-inozitol mio-inozitolfosfotransferaza (EC 2.7.8.34, CDP-inozitol:inozitol-1-fosfat transferaza (bifunkcionalni CTP:inozitol-1-fosfat citidililtransferaza/CDP-inozitol:inozitol-1-fosfat transferaza (IPCT/DIPPS)), DIPPS (bifunkcionalni CTP:inozitol-1-fosfat citidililtransferaza/CDP-inozitol:inozitol-1-fosfat transferaza (IPCT/DIPPS))) je enzim sa sistematskim imenom CDP-1L-mio-inozitol:1L-mio-inozitol 1-fosfat mio-inozitolfosfotransferaza. Ovaj enzim katalizuje sledeću hemijsku reakciju
CDP-1-mio-inozitol + 1L-mio-inozitol 1-fosfat {\displaystyle \rightleftharpoons } CMP + bis(1L-mio-inozitol) 3,1'-fosfat 1-fosfat
Kod mnogih organizama ova aktivnost je katalizovana bifunkcionalanim enzimom.

## Literatura
- Nicholas C. Price; Lewis Stevens (1999). Fundamentals of Enzymology: The Cell and Molecular Biology of Catalytic Proteins (Third изд.). USA: Oxford University Press. ISBN 019850229X.
- Eric J. Toone (2006). Advances in Enzymology and Related Areas of Molecular Biology, Protein Evolution (Volume 75 изд.). Wiley-Interscience. ISBN 0471205036.
- Branden C; Tooze J. Introduction to Protein Structure. New York, NY: Garland Publishing. ISBN 0-8153-2305-0.
- Irwin H. Segel. Enzyme Kinetics: Behavior and Analysis of Rapid Equilibrium and Steady-State Enzyme Systems (Book 44 изд.). Wiley Classics Library. ISBN 0471303097.

## Spoljašnje veze
- CDP-L-myo-inositol+myo-inositolphosphotransferase на 